# 1090년

## 연호
- 북송(北宋) 원우(元祐) 5년
- 요(遼) 대안(大安) 6년
- 일본(日本) 간지(寛治) 4년
- 서하(西夏) 천우민안(天祐民安) 원년
- 리 왕조(李朝) 꽝흐우(廣佑) 6년

## 기년
- 고려(高麗) 선종(宣宗) 7년
- 북송(北宋) 철종(哲宗) 5년
- 요(遼) 도종(道宗) 36년
- 서하(西夏) 숭종(崇宗) 5년
- 리 왕조(李朝) 인종(仁宗) 19년